# Maurerkogel
Maurerkogel – szczyt w Alpach Kitzbühelskich, w paśmie Alp Wschodnich. Leży w Austrii, w kraju związkowym Salzburg. Szczyt ten sąsiaduje ze Schmittenhöhe. Z wierzchołka roztaczają się wspaniałe widoki, między innymi na Park Narodowy Wysokie Taury.